# Ctenocidaridae
Famille
Les Ctenocidaridae sont une famille d'oursins de l'ordre des Cidaroida.

## Caractéristiques
Ce sont des oursins réguliers : le test (coquille) est arrondi, avec le péristome (bouche) située au centre de la face orale (inférieure) et le périprocte (appareil contenant l'anus et les pores génitaux) à l'opposé, au sommet de la face aborale (supérieure).
Les plaques interambulacraires sont granulées de manière homogène, avec des sutures invisibles ; elles portent chacune un gros tubercules primaires, perforé et non crénulé. Les ambulacres sont simples. Les radioles primaires sont longues, de section ronde et portent des piquants secondaires. L'absence de cercles scrobiculaires est un bon caractère déterminant de ce groupe.
Cette famille est apparue au Crétacé supérieur, et est actuellement essentiellement répartie en Antarctique ou dans les abysses.

## Liste des genres
Selon World Register of Marine Species (9 juillet 2014) :
- genre Aporocidaris A. Agassiz & H.L. Clark, 1907 -- 6 espèces
- genre Ctenocidaris Mortensen, 1910 -- 9 espèces
- genre Homalocidaris Mortensen, 1928 -- 1 espèce
- genre Notocidaris Mortensen, 1909 -- 7 espèces
- genre Rhynchocidaris Mortensen, 1909 -- 1 espèce

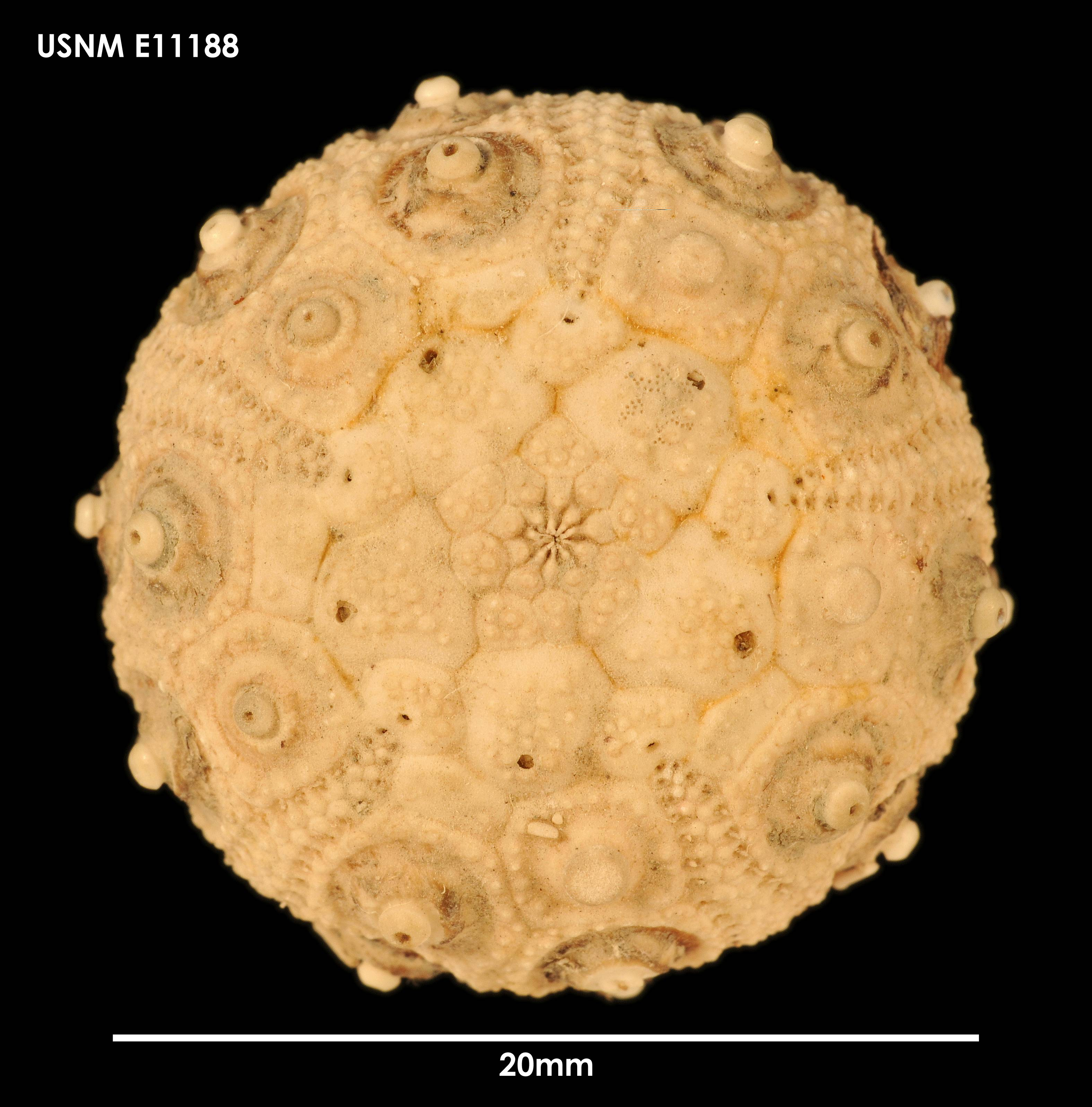
Test d’Aporocidaris eltaniana.
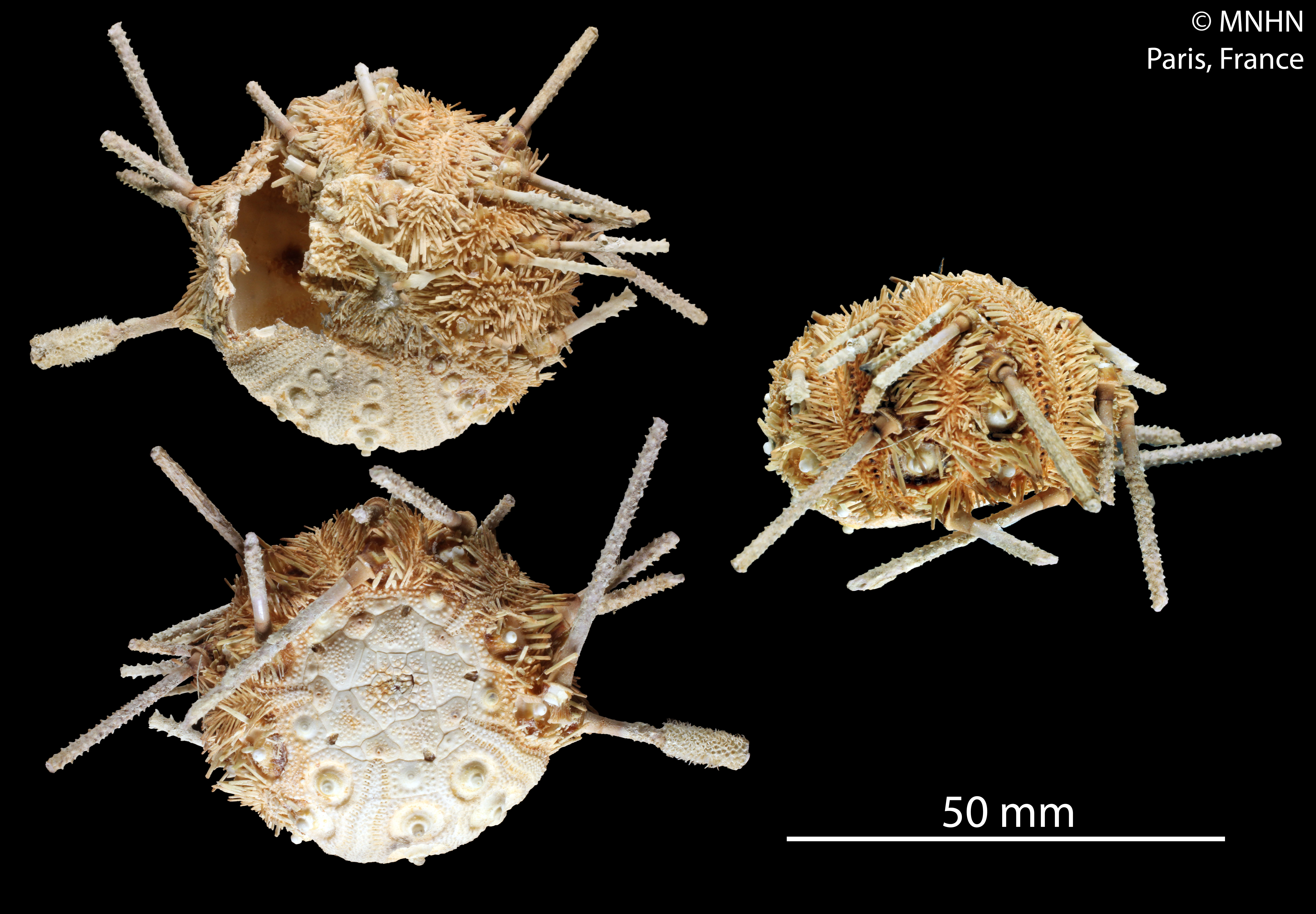
Ctenocidaris perrieri.
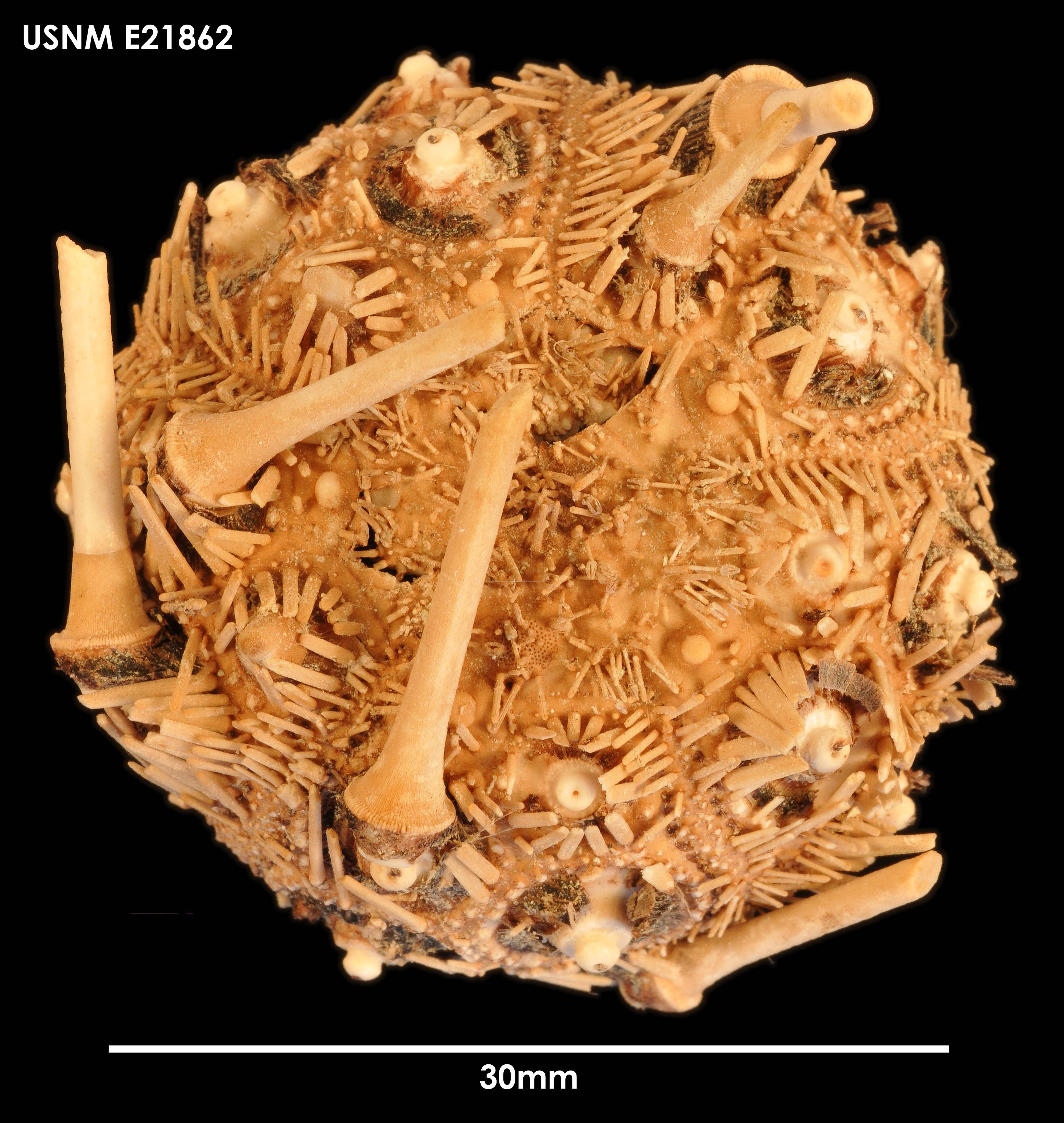
Homalocidaris gigantea.
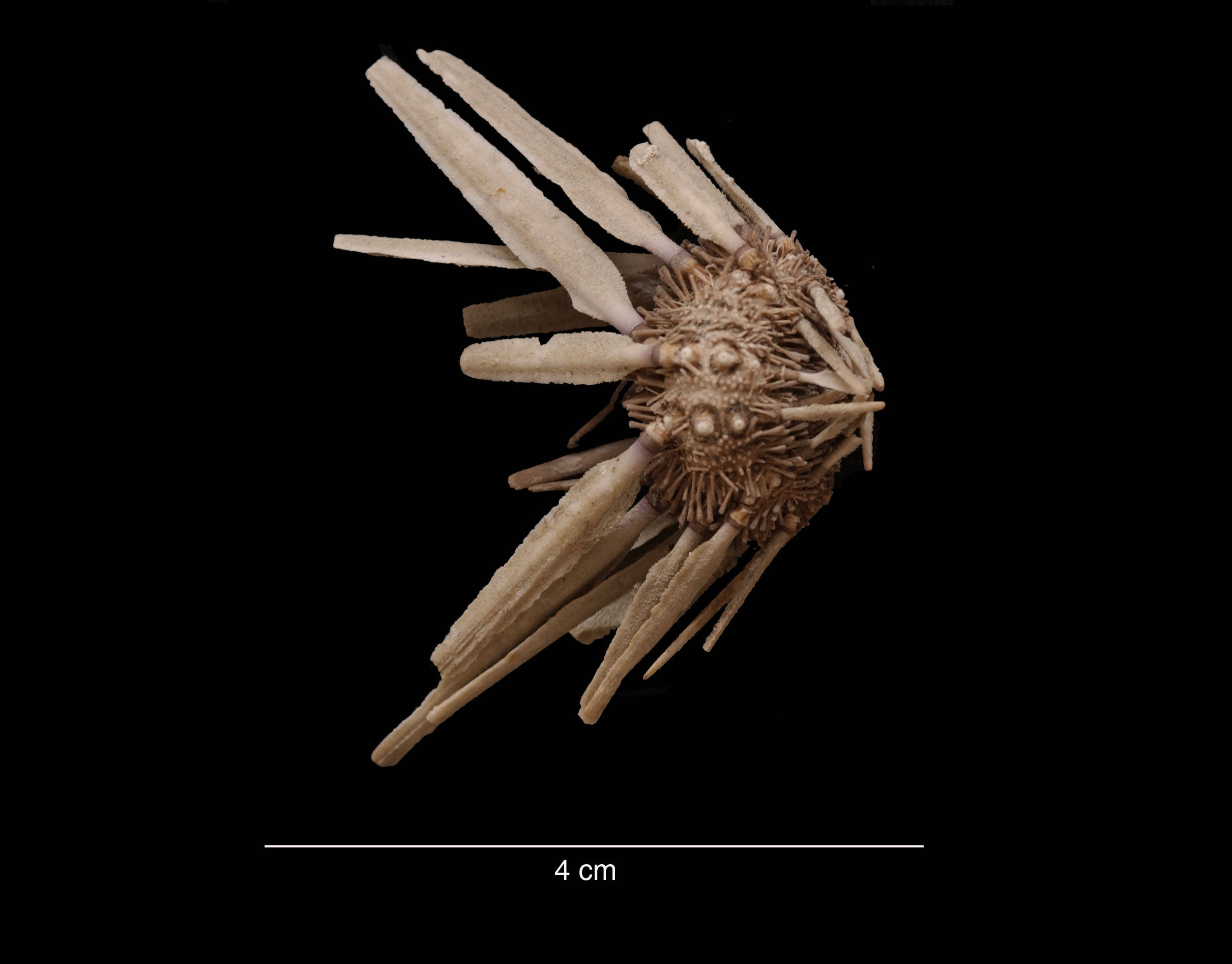
Notocidaris mortenseni.
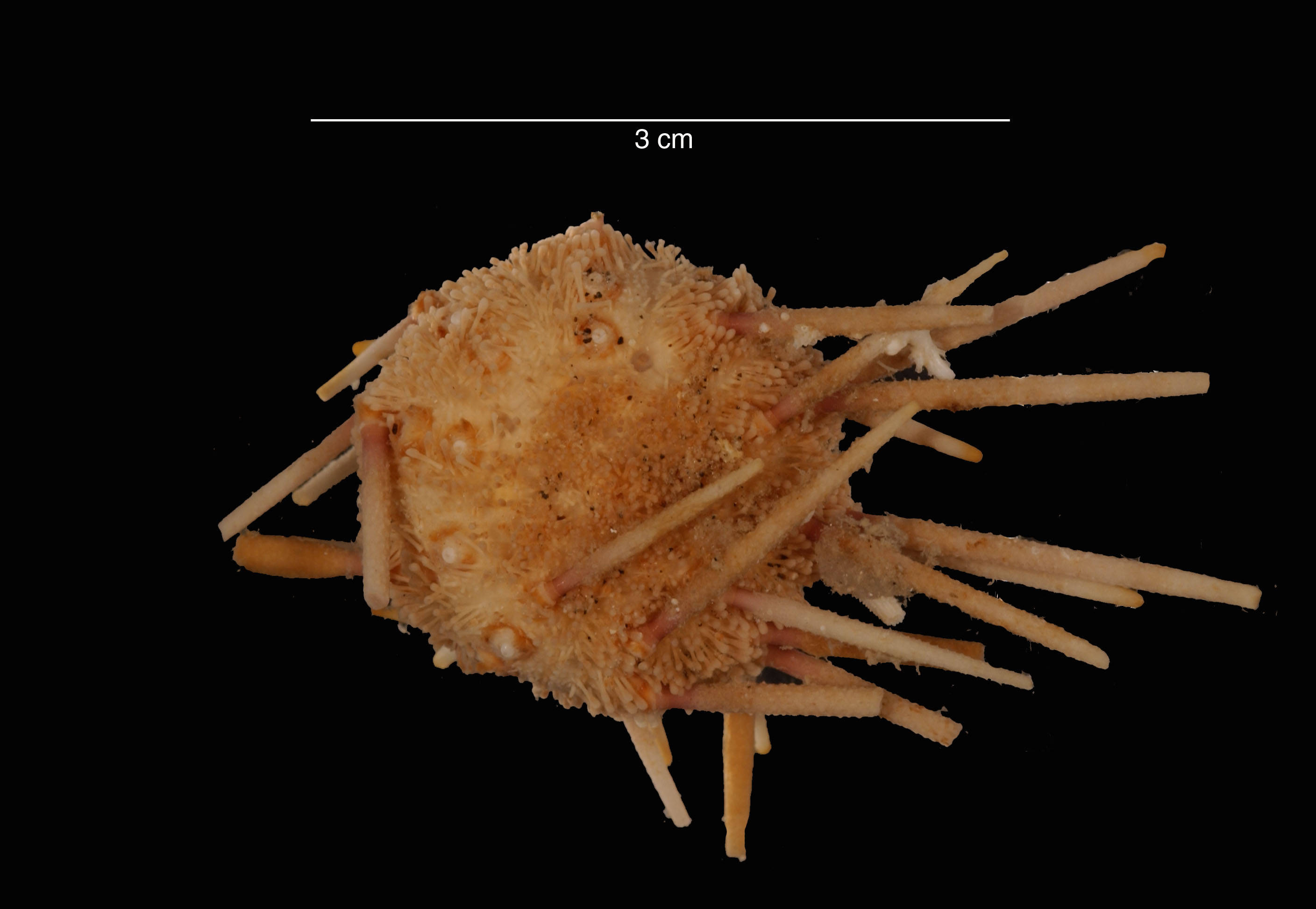
Rhynchocidaris triplopora.